# Szkoła uwodzenia
Szkoła uwodzenia (ang. Cruel Intentions) – amerykański film fabularny (dramat), luźno oparty na powieści Choderlos de Laclosa Niebezpieczne związki. Światowa premiera filmu odbyła się 5 marca 1999, zaś polska – 25 czerwca 1999.

## Obsada
- Ryan Phillippe jako Sebastian Valmont
- Sarah Michelle Gellar jako Kathryn Merteuil
- Reese Witherspoon jako Annette Hargrove
- Selma Blair jako Cecile Caldwell
- Sean Patrick Thomas jako Ronald Clifford
- Christine Baranski jako Bunny Caldwell
- Eric Mabius jako Greg McConnell
- Joshua Jackson jako Blaine Tuttle
- Swoosie Kurtz jako doktor Greenbaum
- Tara Reid jako Marci Greenbaum
- Louise Fletcher jako Helen Rosemond
- Hiep Thi Le jako Mai-Lee
- Fred Norris jako Meter Maid
- Charlie O'Connell jako Court Reynolds

i inni. 

## Fabuła
Sebastian Valmont (Ryan Phillippe) jest przystojnym i zepsutym nastolatkiem. Wraz ze swoją przyrodnią siostrą, Kathryn (Sarah Michelle Gellar), zabawiają się, uwodząc młode osoby. Pewnego dnia upokorzona dziewczyna prosi go, by uwiódł Cecile (Selma Blair), nową dziewczynę jej byłego chłopaka. Chłopak odmawia, uważając to za zbyt łatwe. Zamiast tego postanawia zaciągnąć do łóżka córkę nowego dyrektora szkoły jeszcze przed rozpoczęciem nauki. Młoda Annette Hargrove (Reese Witherspoon) znana jest ze swoich twardych zasad odnośnie do abstynencji seksualnej przed ślubem, co stanowi dodatkową uciechę dla Sebastiana. Jednak dziewczyna nieodwracalnie zmieni życie jego i Kathryn.

## Nagrody
- Sarah Michelle Gellar: MTV Movie Awards – najlepsza rola kobieca
- Ryan Phillippe: (nominacja) MTV Movie Awards – najlepsza rola męska
- Sarah Michelle Gellar: (nominacja) MTV Movie Awards – najlepszy czarny charakter
- Sarah Michelle Gellar i Selma Blair: MTV Movie Awards – najlepszy pocałunek
- Selma Blair: (nominacja) MTV Movie Awards – najlepsza rola kobieca
- Reese Witherspoon: (nominacja) Young Artist Award – najlepsza aktorka
- Ryan Phillippe: (nominacja) Young Artist Award – najlepszy aktor

## Box office
| Świat | US$ 75,902,208 |